# Championnat de Sierra Leone de football 2023-2024
Navigation
Édition précédente Édition suivante
La saison 2023-2024 du Championnat de Sierra Leone de football est la quarantième édition de la Premier League, le championnat national de première division en Sierra Leone. Les dix-huit équipes se rencontrent deux fois au cours de la saison, en matchs aller-retour. À la fin du championnat, les trois derniers du classement sont relégués et remplacés par les trois meilleures formations du championnat de deuxième division.
C'est le club de Bo Rangers FC, tenant du titre, qui est de nouveau sacré champion cette saison, après avoir terminé en tête du classement final. Il s'agit du troisième titre de champion de l'histoire du club.

## Participants
- Bo Rangers FC
- East End Lions FC
- Wusum Stars FC
- Mighty Blackpool FC
- Kallon Football Club
- Ports Authority FC
- Wilberforce Strikers
- Diamond Stars
- Bai Burreh Warriors
- Freetown City FC
- Freetonians SLIFA
- Old Edwardians FC
- Real Republicans FC
- Luawa FC
- Lamboi FC
- Bhantal - promu de D2
- Kahunla Rangers - promu de D2
- Kholifa Stars - promu de D2

## Compétition
Le classement est établi sur le barème de points suivant : victoire à 3 points, match nul à 1, défaite à 0.
| Rang | Équipe               | Pts | J  | G  | N  | P  | Bp | Bc | Diff |
| ---- | -------------------- | --- | -- | -- | -- | -- | -- | -- | ---- |
| 1    | Bo Rangers FC T      | 76  | 34 | 23 | 7  | 4  | 56 | 19 | +37  |
| 2    | BhantalP             | 61  | 34 | 17 | 10 | 7  | 33 | 20 | +13  |
| 3    | Kallon Football Club | 30  | 34 | 17 | 9  | 8  | 45 | 24 | +21  |
| 4    | Wusum Stars FC       | 54  | 34 | 15 | 9  | 10 | 39 | 24 | +15  |
| 5    | Ports Authority FC   | 52  | 34 | 13 | 13 | 8  | 40 | 34 | +6   |
| 6    | East End Lions FC    | 51  | 34 | 12 | 15 | 7  | 38 | 25 | +13  |
| 7    | Old Edwardians FC    | 48  | 34 | 11 | 15 | 8  | 34 | 25 | +9   |
| 8    | Wilberforce Strikers | 46  | 34 | 11 | 13 | 10 | 29 | 24 | +5   |
| 9    | Luawa FC             | 46  | 34 | 12 | 10 | 12 | 32 | 39 | -7   |
| 10   | Freetonians SLIFA    | 45  | 34 | 11 | 12 | 11 | 31 | 32 | -1   |
| 11   | Mighty Blackpool FC  | 45  | 34 | 12 | 9  | 13 | 29 | 33 | -4   |
| 12   | Diamond Stars        | 45  | 34 | 12 | 9  | 13 | 27 | 32 | -5   |
| 13   | Bai Burreh Warriors  | 43  | 34 | 11 | 10 | 13 | 26 | 27 | -1   |
| 14   | Lamboi FC            | 39  | 34 | 10 | 9  | 15 | 28 | 37 | -9   |
| 15   | Freetown City FC     | 32  | 34 | 6  | 14 | 14 | 21 | 34 | -13  |
| 16   | Real Republicans FC  | 32  | 34 | 7  | 11 | 16 | 31 | 53 | -22  |
| 17   | Kholifa Stars P      | 24  | 33 | 6  | 6  | 21 | 22 | 44 | -22  |
| 18   | Kahunla Rangers P    | 23  | 33 | 6  | 5  | 22 | 18 | 53 | -35  |

|  | Qualification pour la Ligue des champions 2024-2025       |
|  | Qualification pour la Coupe de la confédération 2024-2025 |
|  | Relégation                                                |
|  | T : Tenant du titre P : Promu de deuxième division        |

## Bilan de la saison
| Championnat de Sierra Leone de football 2023-2024 |                          |
| Champion                                          | Bo Rangers FC (3e titre) |
| Coupes et trophées                                |                          |
| Vainqueur de la Coupe de Sierra Leone 2023-2024   | finale à rejouée         |
| Qualifications continentales                      |                          |
| Ligue des champions de la CAF 2024-2025           | Bo Rangers FC            |
| Coupe de la confédération 2024-2025               | East End Lions FC        |
| Promotions et relégations                         |                          |
| Promus en Première division                       | Star Sport Academy       |
| Promus en Première division                       | Kamboi Eagles            |
| Promus en Première division                       | Abacha City              |
| Relégués en Deuxième division                     | Real Republicans FC      |
| Relégués en Deuxième division                     | Kholifa Stars            |
| Relégués en Deuxième division                     | Kahunla Rangers          |